# Kirkenes Lufthavn, Høybuktmoen
Kirkenes Lufthavn, Høybuktmoen ligger i Sør-Varanger kommune i Finnmark fylke i Norge, ca. 14 km fra centrum af Kirkenes. Kirkenes Lufthavn er den østligste lufthavn i Norge.

## Historie
Luftwaffe anlagde den første militære lufthavn i Høybuktmoen, der blev åbnet i 1941 og spillede en rolle under 2. verdenskrig. Før den tyske evakuering i 1945 blev lufthavnen ødelagt.
Lufthavnen blev genopbygget efter krigen, og blev i 1963 en del af det norske stamrutenet.

## Destinationer
- Düsseldorf, Mûnchen (Hamburg International)
- Murmansk (Widerøe)
- Oslo Lufthavn, Gardermoen (SAS, Norwegian)
- Alta, Bardufoss, Hammerfest, Honningsvåg, Lakselv, Mehamn, Sørkjosen, Tromsø, Vadsø, Vardø. (Widerøe)

69°43′30″N 029°53′16″Ø / 69.72500°N 29.88778°Ø